# Aisha Hinds
Aisha Hinds (13 de novembro de 1975) é uma atriz norte-americana.

## Início da carreira
Na escola secundária, seu instrutor de sapateado observou que ela precisava de uma saída para a expressar melhor seu sapateado, ela então foi orientada para a High School of Performing Arts em Nova York, onde seu treinamento formal de atuação começou.

## Filmografia

### Filmes
| Ano  | Título                         | Papel                                             | Nota           |
| ---- | ------------------------------ | ------------------------------------------------- | -------------- |
| 2004 | Love Aquarium                  | Nina                                              | Curta-metragem |
| 2005 | Assault on Precinct 13         | Anna                                              |                |
| 2005 | Neo Ned                        | Mulher Shopper                                    |                |
| 2007 | Mr. Brooks                     | Nancy Hart                                        |                |
| 2009 | Madea Goes to Jail             | Fran                                              |                |
| 2009 | Lost Dream                     | Professora Capello                                |                |
| 2009 | Prison Break: The Final Break  | Guarda Cowler                                     |                |
| 2009 | Within                         | Dr. Kelly                                         |                |
| 2010 | Unstoppable                    | Coordenadora da Campanha de Segurança Ferroviária |                |
| 2010 | The Next Three Days            | Detetive Collero                                  |                |
| 2011 | Five                           | Bernice                                           | Telefilme      |
| 2013 | Star Trek Into Darkness        | Oficial de navegação Darwin                       |                |
| 2014 | If I Stay                      | Enfermeira Ramires                                |                |
| 2014 | Beyond the Lights              | J Stanley                                         |                |
| 2015 | Runaway Island                 | Lara Cook-Nordholm                                |                |
| 2016 | The Tale of Four               | Peaches                                           | Curta-metragem |
| 2019 | Godzilla: King of the Monsters | Foster                                            |                |

### Televisão
| Ano             | Título                            | Papel                      | Temporada - Episódio      |
| --------------- | --------------------------------- | -------------------------- | ------------------------- |
| 2003            | NYPD Blue                         | Carla Howell               | 2 episódios               |
| 2003            | Blue's Clues                      | Miss Marigold              | 4 episódios               |
| 2004            | ER                                | Administradora             | 1 episódio                |
| 2004            | The Shield                        | Annie Price                | 8 episódios               |
| 2004            | Crossing Jordan                   | Asmina Chol                | 1 episódio                |
| 2004            | Boston Legal                      | Beah Toomy                 | 1 episódio                |
| 2005            | Hate                              | Paula                      | 1 episódio                |
| 2005            | Medium                            | Maxine Harris              | 1 episódio                |
| 2005            | CSI: NY                           | Brett Stokes               | 1 episódio                |
| 2005            | Judging Amy                       | Lena Reynolds              | 1 episódio                |
| 2005            | Invasion                          | Mona Gomez                 | 15 episódios              |
| 2006            | It's Always Sunny in Philadelphia | Caseworker                 | 1 episódio                |
| 2006            | Standoff                          | Anne                       | 1 episódio                |
| 2006            | Lost                              | Nigerian Nun               | 1 episódio                |
| 2007            | Stargate SG-1                     | Thilana                    | 1 episódio                |
| 2007            | Lincoln Heights                   | Agente Murietta            | 1 episódio                |
| 2007            | Women's Murder Club               | Melanie Topor              | 1 episódio                |
| 2007            | Cold Case                         | Lorraine Henderson '07     | 1 episódio                |
| 2008            | Bones                             | Oficial Norma Randall      | 1 episódio                |
| 2008            | Inseparable                       | Bitsi                      | 1 episódio                |
| 2009            | Law & Order: Special Victims Unit | Jackie Blaine              | 1 episódio                |
| 2009            | Prison Break                      | Guarda Cowler              | 2 episódios               |
| 2009            | Dollhouse                         | Loomis                     | 5 episódios               |
| 2009            | Desperate Housewives              | Maid                       | 1 episódio                |
| 2009-2010       | Hawthorne                         | Isabel Walsh               | 8 episódios               |
| 2008-2010       | True Blood                        | Miss Jeanette              | 8 episódios               |
| 2010            | Weeds                             | Latrice                    | 3 episódios               |
| 2010            | Detroit 1-8-7                     | Lieutenant Maureen Mason   | 18 episódios              |
| 2011            | CSI: Miami                        | Dr. Rachel Porter          | 1 episódio                |
| 2011            | Gun Hill                          | Arlene Carter              | 1 episódio                |
| 2013            | Cult                              | Det. Rosalind Sakelik      | 7 episódios               |
| 2013-2015       | Under the Dome                    | Carolyn Hill               | Recorrente                |
| 2014            | Killer Women                      | Agente do FBI, Linda Clark | 1 episódio                |
| 2018 - presente | 9-1-1                             | Henrietta "Hen" Wilson     | Elenco Principal          |
| 2021            | 9-1-1: Lone Star                  | Henrietta "Hen" Wilson     | Episódio: "Hold The Line" |